# هاريمبو
هاريمبو هي قرية تقع في جزيرة أنجوان في جزر القمر. بلغ عدد سكانها 1,056 نسمة حسب إحصاء عام 1991. و1,859 في تقدير عام 2009.